# Abu Hafs al-Hashimi al-Qurashi
Abu Hafs al-Hashimi al-Qurashi (árabe: أبو حفص الهاشمي القرشي) é o quinto e atual califa do Estado Islâmico. Foi nomeado califa em 3 de agosto de 2023, numa mensagem áudio do porta-voz do EI, Abu Hudhayfah Al-Ansari, cujo anúncio ocorreu quatro meses após a morte do seu antecessor, Abu al-Hussein al-Husseini al-Qurashi.

## Identidade alegada
Em agosto de 2023, especulou-se que Abu Hafs al-Hashimi al-Qurashi poderia ser a nova identidade de Abu Khadijah al-Iraqi ou Abu Al-Muthanna Al-Janubi, dois líderes do Estado Islâmico iraquiano. Em 2024, um ataque aéreo dos Estados Unidos na Somália e alegações coincidentes de autoridades anônimas resultaram em especulações sobre o líder da província da Somália do Estado Islâmico, Abdul Qadir Mumin, ser Abu Hafs al-Hashimi al-Qurashi. No entanto, muitos pesquisadores e analistas rejeitaram essas alegações como altamente improváveis. Mumin não seria um Qurayshi, o que seria contrário à ideologia do Estado Islâmico e, portanto, colocaria em risco a legitimidade autopercebida do grupo, e também não faria parte da liderança tradicional do grupo, dominada pelo Iraque. Por outro lado, os pesquisadores Austin Doctor e Gina Ligon apontaram que as experiências de Mumin com o teatro africano cada vez mais importante, finanças, estudos religiosos e cultura ocidental também proporcionaram benefícios potenciais se ele tivesse sido nomeado para uma posição de liderança.

## Vida
Muito pouco se sabe sobre a vida inicial de Abu Hafs. O EI apenas admitiu que ele era um veterano de longa data do grupo.
Após a morte de Abu al-Hussein al-Husseini al-Qurashi, o Majlis-ash-Shura (conselho consultivo) do EI discutiu um possível sucessor como califa. A shura concordou mutuamente em nomear Abu Hafs, que assumiu oficialmente a liderança do EI em 3 de agosto de 2023. Ele foi anunciado como califa pelo porta-voz oficial do Estado Islâmico, Abu Hudhayfah Al-Ansari, em uma mensagem de áudio transmitida pela Al-Furqan Media Foundation (principal meio de comunicação do Estado Islâmico). Como o anúncio também citou vários estudiosos islâmicos medievais como al-Mazari e al-Nawawi em apoio ao califado de Abu Hafs, alguns pesquisadores como M. Nureddin argumentaram que a ascensão de Abu Hafs foi controversa dentro do alto comando do EI. Nureddin argumentou que essas questões exigiam que a validade da fidelidade a Abu Hafs fosse reforçada pela citação de renomados estudiosos do passado. No entanto, o pesquisador Aymenn Jawad Al-Tamimi discordou, argumentando que as referências a al-Mazari e al-Nawawi deveriam apenas enfatizar que Abu Hafs poderia ser um líder válido do EI, apesar de permanecer "atrás de um véu de obscuridade por razões de segurança". Em geral, Al-Tamimi descreveu Abu Hafs como o terceiro de uma linha de "califas das sombras" ou "califas sem rosto" do EI, pois muito pouco se sabia sobre ele ou seus predecessores Abu al-Hussein al-Husseini al-Qurashi e Abu al-Hasan al-Hashimi al-Qurashi em comparação com os dois primeiros califas do EI.
A rede global do EI rapidamente prometeu lealdade a Abu Hafs, variando de grandes seções como a Província da África Ocidental a grupos menores como a Província do Iêmen. Houve também uma promessa de lealdade por um grupo no Sudão, embora o EI não tivesse admitido anteriormente uma presença neste país. Na época da nomeação de Abu Hafs, o EI estava passando por um ressurgimento na Síria, com suas forças aumentando seus ataques ao governo sírio, bem como a civis. No entanto, o grupo ainda estava sob extrema pressão na Síria e no Iraque, evidenciado pela rápida sucessão de líderes mortos. Independentemente disso, Abu Hafs e o comando central restante do EI pareciam convencidos a permanecer na região e não se mudar, pois ainda consideravam o Oriente Médio seu coração.
Em junho de 2024, de acordo com uma avaliação dos EUA relatada pela Voice of America, rumores sugeriram que Abu Hafs al-Hashimi al-Qurashi havia se mudado da Síria ou do Iraque, passando pelo Iêmen e, finalmente, se unido à Província da Somália do Estado Islâmico. No entanto, isso não foi confirmado.